# Chris Woodruff
Chris Woodruff (Knoxville, Tennessee, 3 de enero de 1973) es un extenista profesional de los Estados Unidos.
Ganó dos títulos de individuales en su carrera, el primero de ellos fue el más grande: El Masters de Canadá, en 1997. Luego, alcanzó su mejor lugar en el escalafón del circuito de la ATP con el puesto N.º 29 el 25 de agosto de 1997. Ganó el torneo de Newport, Rhode Island en 1999.

## Resultados individuales
| Torneo                 | 1993 | 1994 | 1995 | 1996 | 1997 | 1998 | 1999 | 2000 | 2001 | 2002 | SR     | W–L   |
| ---------------------- | ---- | ---- | ---- | ---- | ---- | ---- | ---- | ---- | ---- | ---- | ------ | ----- |
| Grand Slam             |      |      |      |      |      |      |      |      |      |      |        |       |
| Abierto de Australia   | A    | A    | A    | A    | 3R   | A    | A    | CF   | 3R   | A    | 0 / 3  | 8–3   |
| Roland Garros          | A    | A    | A    | 3R   | 3R   | A    | 3R   | 1R   | 1R   | A    | 0 / 5  | 6–5   |
| Wimbledon              | A    | A    | A    | 1R   | 1R   | A    | 2R   | 1R   | 2R   | A    | 0 / 5  | 2–5   |
| US Open                | 1R   | A    | 1R   | 1R   | 2R   | A    | 3R   | 2R   | 2R   | A    | 0 / 7  | 5–6   |
| Ganados–Perdidos       | 0–1  | 0–0  | 0–1  | 2–3  | 5–3  | 0–0  | 5–3  | 5–4  | 4–4  | 0–0  | 0 / 20 | 21–19 |
| ATP Masters Series     |      |      |      |      |      |      |      |      |      |      |        |       |
| Indian Wells           | A    | A    | A    | A    | 3R   | 1R   | SF   | 1R   | 1R   | A    | 0 / 5  | 6–5   |
| Miami                  | A    | A    | A    | 1R   | 3R   | A    | 1R   | 1R   | 2R   | A    | 0 / 5  | 3–5   |
| Monte Carlo            | A    | A    | A    | A    | A    | A    | A    | 1R   | A    | A    | 0 / 1  | 0–1   |
| Hamburgo               | A    | A    | A    | A    | A    | A    | A    | 1R   | A    | A    | 0 / 1  | 0–1   |
| Roma                   | A    | A    | A    | A    | 2R   | A    | 1R   | 1R   | A    | A    | 0 / 3  | 1–3   |
| Canada                 | A    | A    | A    | 2R   | G    | A    | 1R   | 1R   | 1R   | A    | 1 / 5  | 7–3   |
| Cincinnati             | A    | A    | A    | 3R   | 2R   | A    | 3R   | 2R   | 1R   | A    | 0 / 5  | 6–5   |
| Madrid1                | A    | A    | A    | A    | 2R   | A    | 2R   | A    | A    | A    | 0 / 2  | 2–2   |
| Paris                  | A    | A    | A    | A    | 1R   | A    | A    | 2R   | A    | A    | 0 / 2  | 1–2   |
| Ganados–Perdidos       | 0–0  | 0–0  | 0–0  | 3–2  | 13–6 | 0–1  | 7–6  | 2–8  | 1–4  | 0–0  | 1 / 29 | 26–27 |
| Ranking a final de año | 337  | 300  | 135  | 43   | 30   | 1324 | 51   | 67   | 118  | 496  |        |       |

1Ese torneo se celebró en Estocolmo en 1994, Essen en 1995, and Stuttgart desde 1996 hasta 2001.